# Пшиміловиці
Пшиміловиці (пол. Przymiłowice) — село в Польщі, у гміні Ольштин Ченстоховського повіту Сілезького воєводства.
Населення — 779 осіб (2011).
У 1975-1998 роках село належало до Ченстоховського воєводства.

## Демографія
Демографічна структура станом на 31 березня 2011 року:
|          | Загалом | Допрацездатний вік | Працездатний вік | Постпрацездатний вік |
| -------- | ------- | ------------------ | ---------------- | -------------------- |
| Чоловіки | 391     | 82                 | 273              | 36                   |
| Жінки    | 388     | 82                 | 227              | 79                   |
| Разом    | 779     | 164                | 500              | 115                  |